# Roland Hettner
Roland Hettner, auch Rolando Hettner (* 26. Oktober 1905 in Florenz; † 7. Januar 1978 in Vaprio d’Adda), war ein deutsch-italienischer Maler und Keramiker.

## Leben
Rolando Hettner wurde in eine Familie von Künstlern und Intellektuellen geboren und verbrachte seine Kindheit in Florenz. Sein Vater war der Dresdener Maler und Bildhauer Otto Hettner, seine Mutter Jeanne Alexandrine, geborene Thibert (1878–1958), war Französin.
1913 ging die Familie zurück nach Dresden und sein Vater unterrichtete dort an der Akademie der Schönen Künste. Der junge Hettner befasste sich anfangs mit Keramik, von 1920 bis 1924 besuchte er die Keramikschule Landshut, entschied sich aber dann bald für die Malerei. 
Von 1929 bis 1931 war Roland Hettner Schüler von Werner Heuser und Heinrich Campendonk an der Kunstakademie Düsseldorf. Von Campendonk erlernte er die Beherrschung des aus Farbflächen komponierten Figurenbildes, das ihm später in Mailand wohl auch durch Carlo Carrà wieder näher gebracht wurde. 
1930 heiratete Roland Hettner die Hamburgerin Marfried Salomon (1907–1985). 1931 ging Roland Hettner an die Kunstakademie in Dresden und war Meisterschüler von Otto Dix. 1933 wurde er wie Dix nach der Machtübernahme der Nationalsozialisten von der Akademie ausgeschlossen. 
1933 bis 1936 folgten Studien-Reisen durch das Baltikum, das Tessin, nach Italien und erste Ausstellungen. Seine Frau Marfried galt nach dem Erlass der Nürnberger Gesetze von 1935 als 
„Volljüdin“. Daher wurde ihm nahegelegt sich scheiden zu lassen. Dem verweigerte sich Hettner, und 1936 wurde er, veranlasst durch die Reichskammer der bildenden Künste, mit offiziellem Mal- und Ausstellungsverbot in Deutschland belegt. Die Scheidung wurde behördlich vollzogen. Ihm blieb nichts anderes übrig, als mit seiner Frau Marfried und seinem dreijährigen Sohn Florian, welcher am 3. Juli 1934 geboren worden war, ins italienische Exil zu gehen. In Italien angekommen, ließ er sich 1937 in Mailand nieder, wo sich zwei Freunde aus Dresdener Zeit, der Journalist Joachim Krull und der Kunstkritiker Erich E. Baumbach, aufhielten. Dort fand Roland Hettner Anschluss an die Gruppe Corrente, deren Magazin Ernesto Treccani herausbrachte und welche 1938 ihren Sitz in der Via Spiga hatte. Roland Hettner nahm an verschiedenen Ausstellungen teil.
1943, im Jahr des Eintritts Italiens in den Zweiten Weltkrieg, wurde Roland Hettner in Italien wegen „Rassenschande“ denunziert; seine Ehefrau Marfried und der Sohn Floriano wurden als „ausländische Juden“ identifiziert und nach Brienza interniert. Marfried Hettner erhielt die Erlaubnis nach Rom zu gehen, angeblich um dort ein Visum für die Ausreise nach Brasilien zu erhalten, arbeitete dort heimlich als Statist in Cinecittà (Filmstudio). Er tauchte in mehreren Verstecken unter, bis er seiner Frau nach Rom folgte. Nach der Befreiung Roms knüpfte Roland Hettner Kontakte zu Aktivisten der Resistenza und arbeitete als Illustrator für zwei neue Zeitschriften, Folla und Il Cosmopolita. 
1945 kehrte er nach Mailand in sein Atelier auf der verwüsteten Via Rugabella zurück und trennte sich von seiner Frau. In Mailand arbeitete er als Illustrator für das Magazin des Elio Vittorini, genannt Il Politecnico, aber der Lohn war so dürftig, dass es notwendig war, anderswo Arbeit zu finden. Als Gabbianelli, ein bedeutender Hersteller von Keramik, Roland Hettner eine Stelle anbot, nahm er diese an. Dies erlaubte ihm, in einem Gebiet der Kunst zu arbeiten, die er in Deutschland vor dem Studium der Malerei gelernt hatte. Durch die Entbehrungen des Exils war er an Tuberkulose erkrankt und musste diese vielversprechende Aktivität aufgeben. Er ging für einige Monate in einem Sanatorium in Cernusco Lombardone. Mit seiner zweiten Frau Giuseppina Repuzzi, genannt José, ließ er sich 1947 in der Nähe von Como nieder. Dort hatte er eine alte Mühle gekauft und diese in eine Keramik-Fabrik umgebaut. In den fünfziger Jahren, nachdem er seine italienische Staatsbürgerschaft erhalten hatte, galt er als einer der führenden Keramiker in Italien, und im Jahre 1951 erhielt er die Goldmedaille bei der IX. Triennale Mailand.
Von 1953 bis 1958 setzte er in Mailand seine Keramikarbeiten fort. Er stellte in zahlreichen Einzel- und Gruppenausstellungen in Europa und den USA aus und wurde mehrfach ausgezeichnet. Seit 1958 befasste er sich künstlerisch hauptsächlich mit der Malerei. Er unterrichtete mit innovativen Lehrmethoden Kunst-Klassen an der Versuchsschule von Oulx (Provinz Turin) und trug so wesentlich zur Reform des Kunstunterrichts in der italienischen Mittelschulen bei. Weitere Lehrtätigkeiten waren an der Scuola Umanitaria (Mailand) und an der Scuola d'Arte Cantù (Provinz Como).
1967 zog er sich in ein altes Bauernhaus nach Vario d'Adda in der Nähe von Mailand zurück und konzentrierte seine verbliebenen Kräfte auf die extreme Ausdrucksformen des Expressionismus. Hier verstarb er am 7. Januar 1978. Sein Sohn Floriano Hettner (1934–2004) wurde Architekt und lebte, wie auch seine Mutter Marfried, auf Ischia.

## Ausstellungen (Auswahl)
- 1939: Gemälde und Aquarelle, Gemeinschaftsausstellung mit dem deutschen Maler und Zeichner Martin Ritter (1905–2001), Zoagli (Genua)
- 1942: Gemälde, Galleria Del Vivaio, Mailand partecipazione mostra collettiva
- 1947–1958: verschiedene Ausstellungen mit Töpferarbeiten
- 1976: Zeichnungen und Gouachen von 1932 bis 1975, Gallery Holly, Mailand
- 1976: Gemälden und Grafiken, Arengario, Mailand
- 1983: Rolando Hettner, un espressionista dimenticato, Fondazione Corrente, Mailand
- 1984: Rolando Hettner, testimonianza artistica e di vita di un grande espressionista, Mixo Astrolabio, Bergamo
- 1985: Rolando Hettner un espressionista tedesco in Italia, Bibliothek, Trezzo d'Adda (Bergamo)
- 1986: Disegni della Resistenza 1941–1945, Dauerausstellung im Castello di Trezzo, Trezzo d'Adda (Bergamo)
- 1986: Gemälde und Grafiken, Centro Parete, Lissone (Mailand)
- 1995: Omaggio a Rolando Hettner, Gemälde und Grafiken, Villa Castelbarco-Albani, Vaprio d'Adda (Mailand)
- 1995: prekäre Zuflucht – Zuflucht auf Widerruf, Künstler und Intellektuelle die Deutschen in Italien 1933–1945, Palazzo della Ragione, Mailand
- 1995: prekäre Zuflucht – Zuflucht auf Widerruf, Künstler und Intellektuelle die Deutschen in Italien 1933–1945, Akademie der Künste, Berlin
- 1995: zwischen Dix Schülern, Nahe und Distanz, Kunstsammlung in der Orangerie, Gera
- 1995: zwischen Dix Schülern, Nahe und Distanz, Otto Dix Haus, Hemmenhofen
- 1995: Roland Hettner, Villa Breda, italienisch-deutsches Kulturinstitut
- 2001: Rolando Hettner – Malerei und Grafik, Leonhardi-Museum, Dresden
- 2005: Roland Hettner – Malerei, Grafik und Collagen, Galerie Finckenstein, Dresden (anläßlich des 100. Geburtstages des Künstlers)